# Homalocephala apicalis
Homalocephala apicalis är en tvåvingeart som först beskrevs av Johan August Wahlberg 1839.  Homalocephala apicalis ingår i släktet Homalocephala och familjen fläckflugor. Arten är reproducerande i Sverige. Inga underarter finns listade i Catalogue of Life.